# 오타와 협약

오타와 협약을 비준한 나라

오타와 협약(Ottawa Treaty) 또는 대인 지뢰 금지 협약(Mine Ban Treaty)은 대인 지뢰를 금지하는 국제 협약으로 정식 명칭은 대인 지뢰의 사용, 비축, 생산, 이전 금지 및 폐기에 관한 협약(Convention on the Prohibition of the Use, Stockpiling, Production and Transfer of Anti-Personnel Mines and on their Destruction)이다. 1997년 9월 18일 노르웨이 오슬로에서 초안이 작성되었으며 1997년 12월 3일 캐나다 오타와에서 체결되었다. 1999년 3월 1일 40개국이 비준하면서 효력이 발생하였다.
이 협약은 2017년 12월 기준으로 133개국이 서명하였으며 164개국이 비준하였다. 그러나 미국, 러시아, 중국, 인도, 파키스탄, 이란, 사우디아라비아, 이스라엘, 시리아, 이집트, 대한민국, 조선민주주의인민공화국 등 33개국은 현재까지도 이 협약에 서명, 비준하지 않고 있다.

## 같이 보기
- 지뢰 금지 국제 운동